# Junodia vansomereni
Junodia vansomereni es una especie de mantis de la familia Hymenopodidae.

## Distribución geográfica
Se encuentra en Uganda.